# Större rosenvecklare
Större rosenvecklare (Notocelia roborana) är en fjärilsart som först beskrevs av Michael Denis och Ignaz Schiffermüller 1775.  Större rosenvecklare ingår i släktet Notocelia, och familjen vecklare. Arten är reproducerande i Sverige.

## Bildgalleri

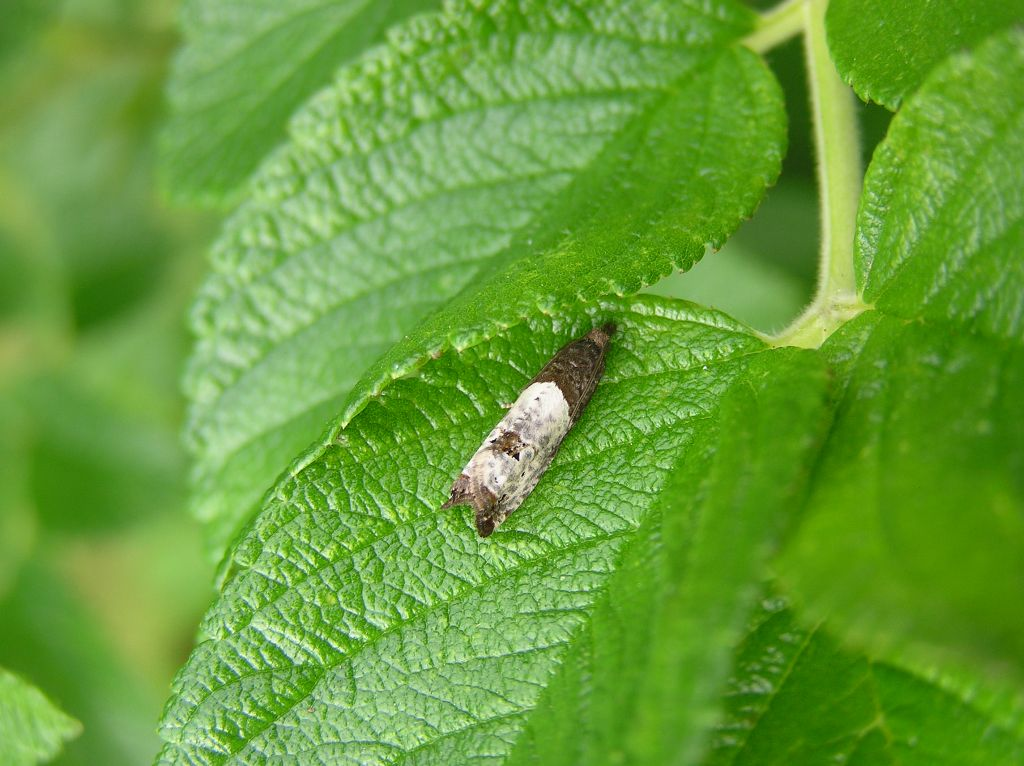